# Pleuronota alleni
Pleuronota alleni är en skalbaggsart som beskrevs av Jan Krikken 1977. Pleuronota alleni ingår i släktet Pleuronota och familjen Cetoniidae. Inga underarter finns listade i Catalogue of Life.